# Шлюб принца Вільяма та Кейт Міддлтон

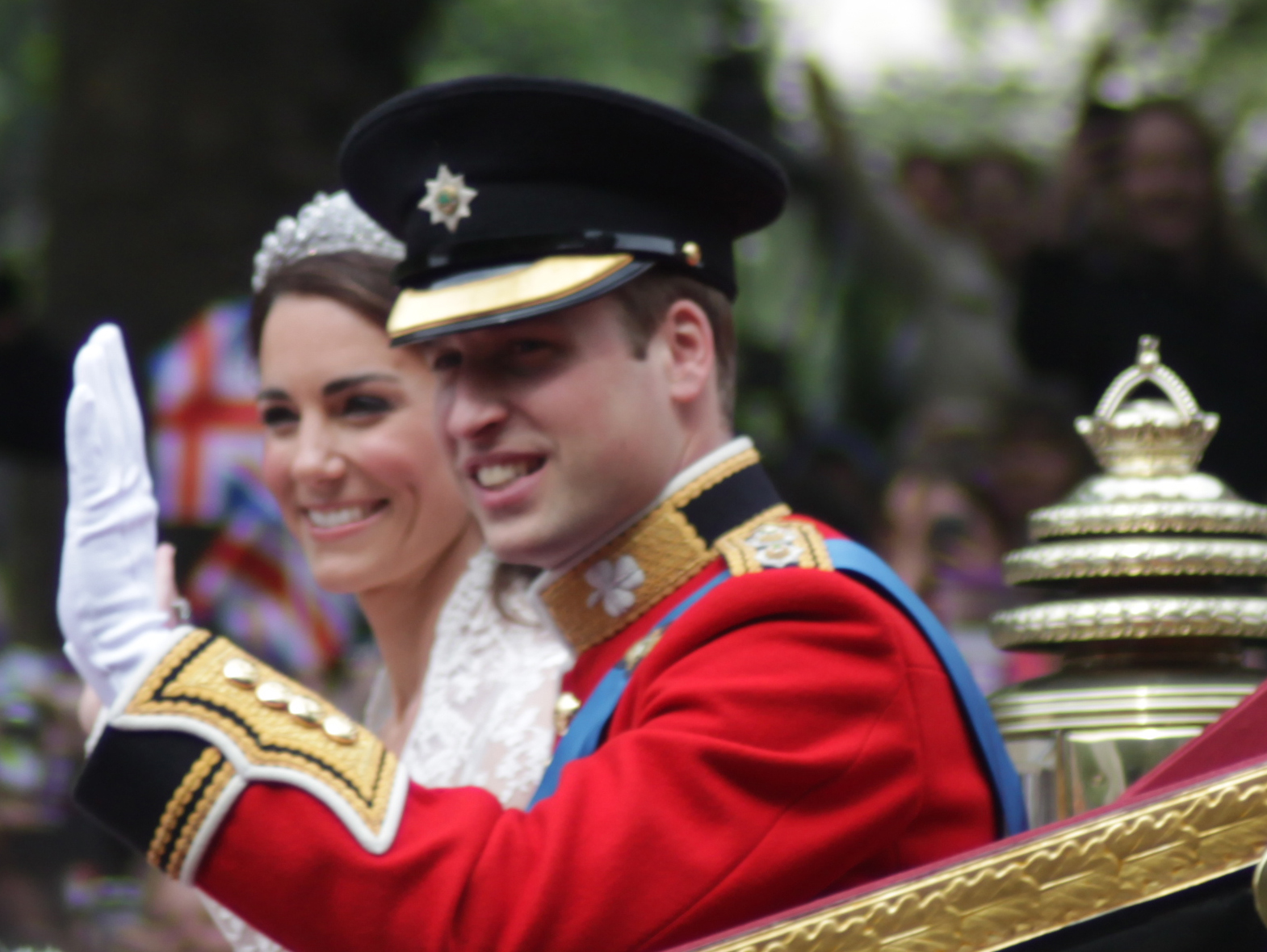
Герцог і герцогиня Кембриджські махають натовпу на Мелл після одруження

Шлюб принца Вільяма, герцога Кембриджського, і Кетрін Міддлтон відбувся 29 квітня 2011 року в Вестмінстерському абатстві у Лондоні (Велика Британія). Принц Вільям, який після коронації свого батька принца Чарльза, є першим у списку престолонаслідування, познайомився з Кетрін Міддлтон у 2001 році, коли вони обидва вчилися у Сент-Ендрюському університеті. Про їх заручини 20 жовтня 2010 року було оголошено 16 листопада 2010 року. Підготування до весілля й сама подія привернули велику увагу засобів масової інформації, весільну церемонію транслювали у прямому ефірі по всьому світу і багато в чому порівнювали зі шлюбом батьків Вільяма — принца Чарльза та леді Діани Спенсер, укладеним у 1981 році. 24,5 мільйона громадян дивилися весілля в прямому ефірі у Великій Британії, розміри глобальної аудиторії коливаються від 300 мільйонів до двох мільярдів осіб.
Значну увагу громадськості було зосереджено на статусі Кейт Міддлтон як "простолюдинки" (особи не королівської крові чи аристократки), яка виходить заміж за члена королівської сім'ї. За кілька годин до весільної церемонії королева присвоїла Вільяму наступні титули: герцог Кембріджський, граф Стратхернский і барон Керрікфергюський. Після одруження Міддлтон стала «її королівською високістю герцогинею Кембриджською», але не була названа «принцесою Кетрін».
Оскільки принц Вільям не був прямим спадкоємцем престолу, одруження не було повністю державною подією і багато деталей було залишено на розсуд самої пари, як, наприклад, велика частина списку гостей із приблизно 1 900 осіб. Однак це було державне свято у Великій Британії, з безліччю урочистих аспектів, у тому числі й з використанням державного гаража, пішої та кінної гвардії. Церемонію відвідали чимало осіб королівської сім'ї, а також багато іноземних членів королівських сімей, дипломати та особисті гості пари.
На Міддлтон була біла сукня з 270-сантиметровим шлейфом від британської дизайнерки Сари Бертон і тіара, позичена їй королевою. Принц Вільям був у формі свого почесного звання полковника ірландської гвардії. Шафером Вільяма був його брат, принц Гарі, тоді як сестра нареченої, Піппа, була її головною подружкою. Церемонія одруження почалася об 11:00 за BST (UTC+1). Службу провів декан Вестмінстера Джон Роберт Хол разом із архієпископом Кентерберійським Роуеном Вільямсом, який провів саме вінчання, та єпископом Лондонським Річардом Шартре, що промовив проповідь. Брат нареченої Джеймс прочитав вірші з «Послання до римлян». Після церемонії молодята проїхали у процесії у Букінгемський палац для традиційного виходу на балкон і повітряного параду перед натовпом, який зібрався на Мелл. Пізніше принц привіз герцогиню на короткий час до Кларенс-хаус у батьківському класичному Aston Martin DB6 Volante, прикрашеному принцом Гаррі і Джеймсом Міддлтон номерним знаком «JU5T WED» (скорочення, яке можна перекласти як «тільки що вступили в шлюб»).
Після весілля пара мала намір продовжувати жити на острові Англсі у Північному Уельсі, куди принц Вільям був приписаний як пошуково-рятувальний пілот Королівських ВПС.

## Пара

Об'єднаний герб Вільяма і Кетрін, герцога і герцогині Кембриджських

Принц Вільям — старший син принца Чарльза, принца Уельського і Діани, принцеси Уельської, онук королеви Єлизавети II і принца Філіпа, герцога Единбурзького. Таким чином, на час весілля він був другим, після свого батька, у списку престолонаслідування у 16 незалежних державах, відомих як королівства Співдружності. Але після коронації свого батька принца Чарльза, він є прямим спадкоємцем престолу. Вільям отримав освіту у школі Ладгроув, Ітонському коледжі і Сент-Ендрюському університеті, після чого був проведений в офіцери з Сандхерст в кінну гвардію. Пізніше він перевівся в Королівські ВПС і став пілотом пошуково-рятувальних сил на острові Англс, Уельс..
Кетрін (Кейт) Міддлтон — старша з трьох дітей, що народилися в родині Майкла та Керол Міддлтон. Вона здобула освіту у школі Сент-Ендрю в Пангборні, Мальборо-коледжі та в Сент-Ендрюському університеті. Після закінчення навчання працювала у роздрібній торгівлі, а згодом — замовником аксесуарів і фотографом каталогів у бізнесі своїх батьків. Загалом, вона англійського походження, але з кількома далекими предками із Шотландії та Франції. Сім'я її батька походить з Лідса (Західний Йоркшир), тоді як сім'я матері, Харрісони — з робітників і шахтарів з графства Дарем.
Пара познайомилася, коли обидва були студентами в Сент-Ендрюському університеті. Перший рік пара жила у студентському гуртожитку, після чого вони два роки жили разом у місті. Між собою вони двоюрідні брат і сестра у п'ятнадцятому поколінні — сер Томас Ферфакс і його дружина, Агнес, були їхніми спільними предками.

## Оголошення про заручини

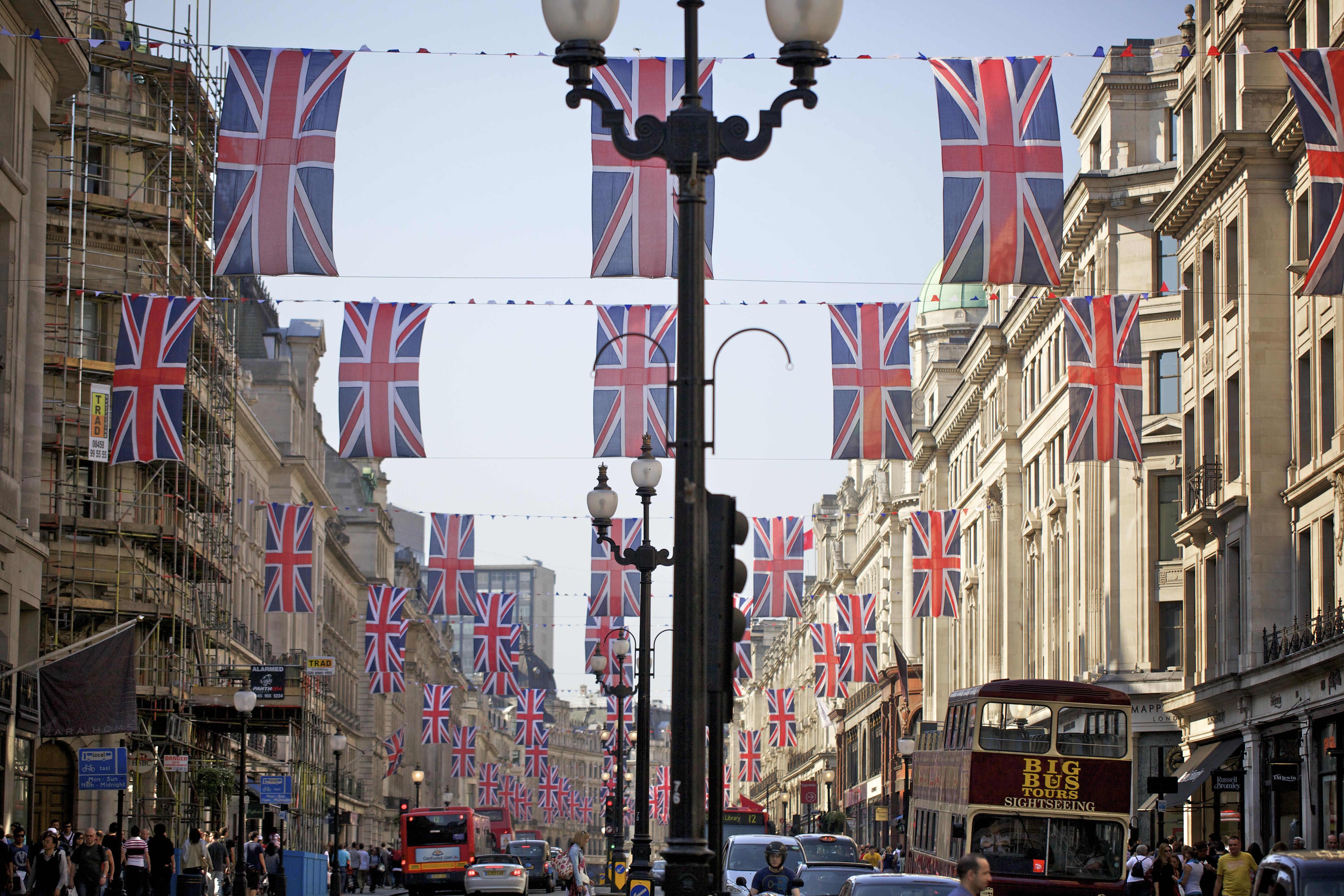
За кілька днів до весілля на Ріджент-стріт повісили десятки прапорів Великої Британії

16 листопада 2010 року Кларенс-хаус оголосив, що принц Вільям — старший син принца Уельського— одружується на своїй давній дівчині Кетрін Міддлтон «навесні або влітку 2011 року в Лондоні». Вони заручилися у жовтні 2010 року під час приватного відпочинку в Кенії; Вільям підніс Міддлтон ту саму обручку, яку його батько подарував матері Вільяма, Діані, принцесі Уельській— 18-каратний перстень з білого золота з 12-каратним овальним сапфіром та 14 округлими діамантами. Було оголошено, приблизно в той же час, що після весілля пара планує жити на острові Англс в Уельсі, куди принц Вільям приписаний з Королівськими ВПС.
Після оголошення пара дала ексклюзивне інтерв'ю політичному редактору ITV News Тому Брадбі і провела фотосесію в Сент-Джеймському палаці. 12 грудня 2010 року Букінгемський палац випустив офіційні фотографії заручення; вони були зроблені 25 листопада в апартаментах в Сент-Джеймсському палаці фотографом Маріо Тестіно.
У первинному оголошенні заявлялося, що весілля буде «навесні або влітку 2011 року». 23 листопада 2010 року було підтверджено дату: п'ятниця 29 квітня 2011 року. Пізніше повідомлено, що день буде оголошено державним святом на всій території Сполученого Королівства. Дату весілля також було оголошено офіційним державним святом на Бермудських островах, Кайманових островах, острові Мен, в Гібралтарі, на Гернсі, Джерсі, Фолклендських островах, Монтсеррат, Теркс і Кайкос.
Оскільки дата весілля виявилася шістьма днями раніше виборів до шотландського парламенту та референдуму, це викликало політичні заяви. Джон Кертіс — професор політології в Університеті Стратклайд — заявив, що для шотландських виборів дата була «невдалою» і «ймовірно, королівська сім'я опиниться залученою в політичні дебати».

## Планування
Час скрізь зазначено в BST (UTC+1)
23 листопада 2010 року Кларенс-хаус оголосив, що весілля відбудеться 29 квітня 2011 року (в день святої Катерини Сієнської) у Вестмінстерському абатстві.
Сент-Джеймський палац оголосив 5 січня, що церемонія розпочнеться об 11:00 за місцевим часом, і що наречена приїде в абатство на машині, а не в кінному екіпажі (який був традиційним транспортом для королівських наречених). Маршрут заплановано вздовж Мел, через парад кінної гвардії і до Вайтхол в абатство.

### Витрати

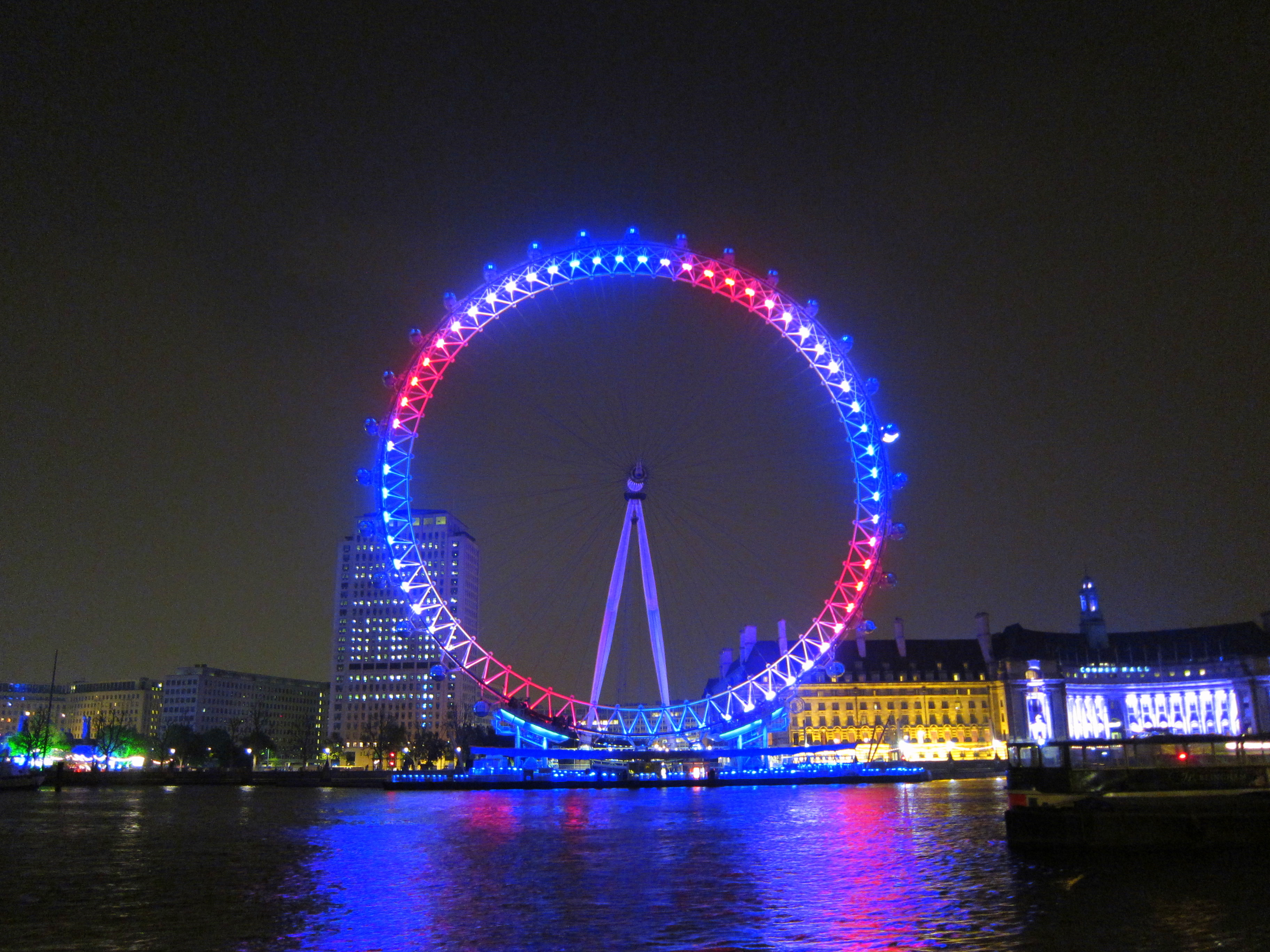
Увечері в день весілля «Лондонське око» набуло кольорів прапора Великої Британії

Було також оголошено, що витрати на саме весілля візьме на себе королівська сім'я і Міддлтони, тоді як витрати на забезпечення безпеки та транспорт буде покрито за рахунок британської скарбниці. Пара також просила робити пожертвування в благодійні установи замість традиційних весільних подарунків; з цією метою вони створили Благодійний фонд принца Вільяма і міс Кетрін Міддлтон.
Вартість весілля, як повідомлялося, склала 20 мільйонів фунтів стерлінгів. За оцінкою австралійської газети Herald Sun, 32 мільйони австралійських доларів було витрачено на безпеку і 800 тисяч — на квіти. Оцінки вартості особливого державного свята варіювалися від 1,2 до 2,9 мільярда фунтів стерлінгів. Державне туристичне агентство VisitBritain прогнозувало, що весілля викличе туристичний бум, який триватиме кілька років і дасть у результаті додатково 4 мільйони туристів і 2 мільярди фунтів стерлінгів туризму Великої Британії.

### Список гостей
16 і 17 лютого три списки гостей були направлені на ім'я королеви. Оскільки Вільям — був не прямим спадкоємцем, то весілля не було «державною подією». Таким чином, згідно з протоколом, багато гостей (або їх наступники), запрошені на весілля Чарльза, принца Уельського і леді Діани Спенсер 29 липня 1981 року, не мали бути запрошені на весілля Вільяма. Більш ніж половину гостей складали сім'ї та друзі пари, хоча також були присутні багато лідерів Співдружності (у тому числі генерал-губернатори, які представляють королеву у всіх королівствах Співдружності, окрім Великої Британії; прем'єр-міністри королівств Співдружності і глави урядів інших країн Співдружності), члени релігійних організацій, дипломатичного корпусу, кілька військових посадових осіб, члени британського королівського двору, члени зарубіжних королівських сімей, представники благодійних установ Вільяма та інші. Попри те, що Сент-Джеймський палац відмовився публікувати імена запрошених, розбивку гостей було опубліковано за категоріями — у списку не йшлося про глав іноземних держав, хоча й було оголошено, що близько 40 членів іноземних королівських сімей було запрошено.
Члени першого списку (приблизно 1 900 осіб) взяли участь у церемонії в абатстві. Члени другого списку (приблизно 600 осіб) були запрошені на прийом у Букінгемському палаці, організований королевою. Члени останнього списку (близько 300 осіб) були запрошені на вечерю, організовану принцом Уельським.
19 квітня кардинал Шон Бреді повідомив, що він буде присутній. Запрошення на захід і його прийняття було охарактеризовано як «безпрецедентні» представником католицьких єпископів Ірландії. Представник відніс запрошення до вкладу кардинала Бреді в мирний процес в Північній Ірландії.

### Маршрут

Маршрут нареченої і нареченого на церемонію у Вестмінстерському абатстві і назад

Маршрут нареченої та нареченого пройшов між Букінгемським палацом і Вестмінстерською абатством вздовж Мелл, повз Кларенс-хауса, уздовж Вулиці кінної гвардії, параду кінної гвардії, через Арку кінної гвардії, Уайтхолл, по південній стороні Парламентської площі.
Після церемонії весільна пара повернулася тим же маршрутом в екіпажі на прийом королеви в Букінгемському палаці. Принц Уельський організував приватну вечерю ввечері, не відвіданий королевою.

### Розклад
О 6:00 дороги по процесії маршруту було перекрито для руху транспорту. Після 8:15 основні гості, генерал-губернатори, прем'єр-міністри королівств Співдружності і дипломати, прибули в абатство. Принци Вільям і Гаррі покинули Кларенс-хаус о 10:10 в Bentley State Limousine і прибули о 10:18, після чого прибули представники закордонних королівських сімей, сім'я Міддлтон і, нарешті, сім'я принца (принцеса Великої Британії, герцог Йоркський, принцеса Беатріс Йоркська, принцеса Євгенія Йоркська, граф і графиня Уессекські, віце-адмірал Тімоті Лоуренс, принц Уельський і герцогиня Корнуольська). За традицією, королева і герцог Единбурзький були останніми членами королівської сім'ї, що покинули Букінгемський палац, і прибули в абатство о 10:48. Сторона нареченої покинула Goring Hotel у колишньому першому State Rolls-Royce Phantom VI о 10:52, вчасно для початку служби об 11:00. Службу завершено о 12:15, після чого молодята відправилися в Букінгемський палац у процесії, що складалася з інших членів королівської сім'ї, батьків нареченого і нареченої, боярина і подружок. О 13:25 пара вийшла на балкон Букінгемського палацу, щоб подивитися повітряний парад бомбардувальника Avro Lancaster, винищувача Supermarine Spitfire і винищувача Hawker Hurricane з двома винищувачами Typhoon і двома винищувачами-бомбардувальниками Tornado GR4.

## Церемонія

### Місце проведення

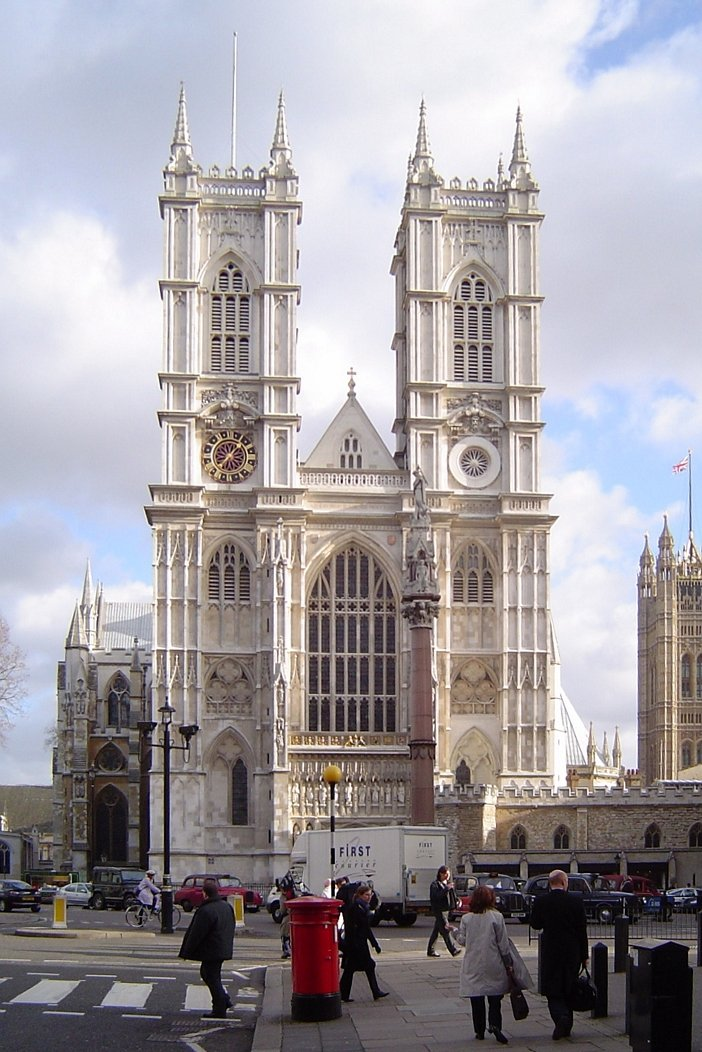
Вестмінстерське абатство було місцем проведення коронацій і багатьох королівських весіль.

Вестмінстерське абатство, засноване в 960 році, має особливий статус і відоме як «королівська власність». Хоча абатство було традиційним місцем для коронацій з 1066 року, воно тільки недавно стало церквою для королівських весіль; до 1918 року більшість королівських весіль проходили в королівських каплицях, таких як королівська каплиця в Сент-Джеймському палаці і каплиця святого Георгія у Віндзорському замку. Абатство місткістю 2000 чоловік стало місцем проведення останніх королівських весіль, в тому числі весіль Єлизавети II (тоді принцеси Єлизавети) і принца Філіпа (в 1947 році), принцеси Маргарет і Ентоні Армстронг-Джонса (в 1960 році), принцеси Анни і Марка Філліпса (в 1973 році) і принца Ендрю і Сари Фергюсон (у 1986 році). Як декоративне доповнення в абатстві для церемонії було створено алею з 6-метрових дерев, шести польових кленів і двох грабів, розташованих обабіч основного проходу.

### Сторона нареченої
Всупереч королівській традиції, у нареченого був шафер (англ. best man) — його брат, принц Гарі, тоді як наречена вибрала свою сестру, Піппу, головною подружкою (англ. maid of honour).
Також брали участь ще чотири подружки і два пажі:
- леді Луїза Віндзор — семирічна донька графа і графині Уессекської;
- високоповажна Маргарита Армстронг-Джонс — восьмирічна донька віконта і віконтеси Лінлі;
- Грейс ван Катсу — трирічна дочка пари Х'ю ван Катсема;
- Еліза Лопес — трирічна внучка герцогині Корнуольської;
- Вільям Лоутер-Пінкертон — десятирічний син особистого секретаря Вільяма майора Джеймі Лоутера-Пінкертона;
- Том Петтіфер — восьмирічний син колишньої няні принців Уїльяма і Гарі Тігго Петтіфер.

### Весільні вбрання

#### Наречена
Весільна сукня від англійського дизайнера Сари Бертон з дому моди Alexander McQueen була пошита з атласу та складалася з мереживного ліфа і спідниці. Мереживний ліф ручної роботи зшитий з використанням техніки, що виникла в Ірландії в 1820-ті роки, суть якої полягає у вирізуванні форм троянд, астр, нарцисів та трилисників й додавання їх окремо до шовкової тюлі кольору слонової кістки. Ці мережива були зроблені в Королівській школі рукоділля в Хемптон-корті. Вуаль утримувалася тіарою від Cartier, виготовленої в 1936 році і позиченої нареченій королевою. Вона була придбана батьком королеви, герцогом Йоркським (згодом королем Георгом VI) для його герцогині (пізніше королеви Єлизавети і королеви-матері) за три тижні до наслідування ним трону від його брата Едуарда VIII (герцога Віндзорського). Принцеса Єлизавета (нині королева) отримала тіару від матері на 18-річчя.
Для дотримання весільного звичаю «щось старе, щось нове, щось позичене і щось блакитне» сукня Міддлтон була з традиційними мереживами —це було елементом «старого», діамантові сережки від її батьків були «новим», тіара королеви — «позичене», а блакитна стрічка, зашита в ліф, була, відповідно, «блакитним». Взуття було також від Alexander McQueen [69] і мало мереживо, відповідні сукні, зроблені Королівської школою рукоділля.
Весільний букет з мирта, конвалій, гвоздик і гіацинтів було створено Шейном Конноллі.

#### Наречений і шафер
Принц Вільям був у формі ірландської гвардії з кашкетом замість ведмежої шапки. Як службовець капітан авіації Королівських ВПС, у якого також є відповідні звання лейтенанта Королівського флоту і капітана армії, Вільям міг вибрати мундир будь-якого з цих молодших офіцерських звань. Однак, оскільки 10 лютого 2011 року він був призначений полковником ірландської гвардії, він волів надягти повну парадну форму цього полку. Як на лицаря Ордена Підв'язки, на ньому була синя стрічка Ордена, до якої були прикріплені його крильця Королівських ВПС і Золота ювілейна медаль. Форма була зшита та підігнана Kashket and Partners. У Вільяма не було шаблі, оскільки він входив до церкви.
Принц Гарі одягнув форму капітана кінної гвардії, з кашкетом із відзнаками Ордену Підв'язки. На ньому були аксельбанти, хрест-пояс і золотий пояс із стропами для шаблі, але без шаблі. Також на ньому були крильця армійської авіації, Золота ювілейна і Афганістанська медалі.

### Весільна служба
Декан Вестмінстера Джон Холл провів більшу частину служби, з архієпископом Кентерберійським Роуеном Уїльямсом, провевшім саме вінчання, і єпископом Лондонським Річардом Шартре, що промовив проповідь. Вінчання діючих і майбутніх монархів Англії давно традиційно проводяться архієпископом Кентерберійським — самим старшим єпископом Церкви Англії. Шартре є близьким другом принца Уельського і проводив конфірмацію принца Уїльяма і Кейт Міддлтон.
Служба почалася ходою королеви, принца Філіпа та духовенства. Незабаром після цього прибула Кейт Міддлтон. Поки хор співав гімн сера Хьюберта Перрі, наречена пройшла за нефу під руку батька на зустріч принцу Вільяму. Служба продовжилася формальної службою та співом трьох відомих псалмів, фанфарами, гімнами, органної та оркестровою музикою.
У шлюбному обітницю пара дала обіцянку «любити, втішати, поважати і берегти» один одного. Після цього принц Вільям надів Кетрін обручку з Уельського золота. Сам Вільям вирішив не отримувати обручку під час церемонії.
Брат нареченої Джеймс Міддлтон прочитав вірші 1-2 і 9-18 глави 12 «Послання до римлян» з «Нового Заповіту», що є закликом жити праведним і мирним життям.
Проповідь, виголошена єпископом Лондонським, почалася з цитати з Катерини Сієнської, пам'ятний день якої був того дня. Єпископ закликав пару жити самовіддано, пам'ятати потреби один одного і прагнути змінювати один одного любов'ю. Він закінчив проповідь молитвою, складеною самою парою:
Господи, ми дякуємо тобі за наші родини; за любов, яку ми поділяємо, і за радість нашого шлюбу. За повсякденними турботами не давай нам відвести погляд від того, що істинно і важливо в житті, і допоможи щедро ділитися нашим часом, любов'ю і енергією. Тепер, в союзі, ми стали сильнішими — допоможи нам служити тим, хто страждає, і втішати їх. Ми просимо про це, пам'ятаючи про дух Ісуса Христа. Амінь.
Служба продовжилася молитвами та настановами декана і архієпископа. Хор співав новий хорової гімн. Після розпису Вільям і Кейт пішли до проходу, ненадовго зупинившись перед королевою. За ними пішла процесія боку нареченої і їх сімей, до яких у двері приєдналися ще дві дівчини.

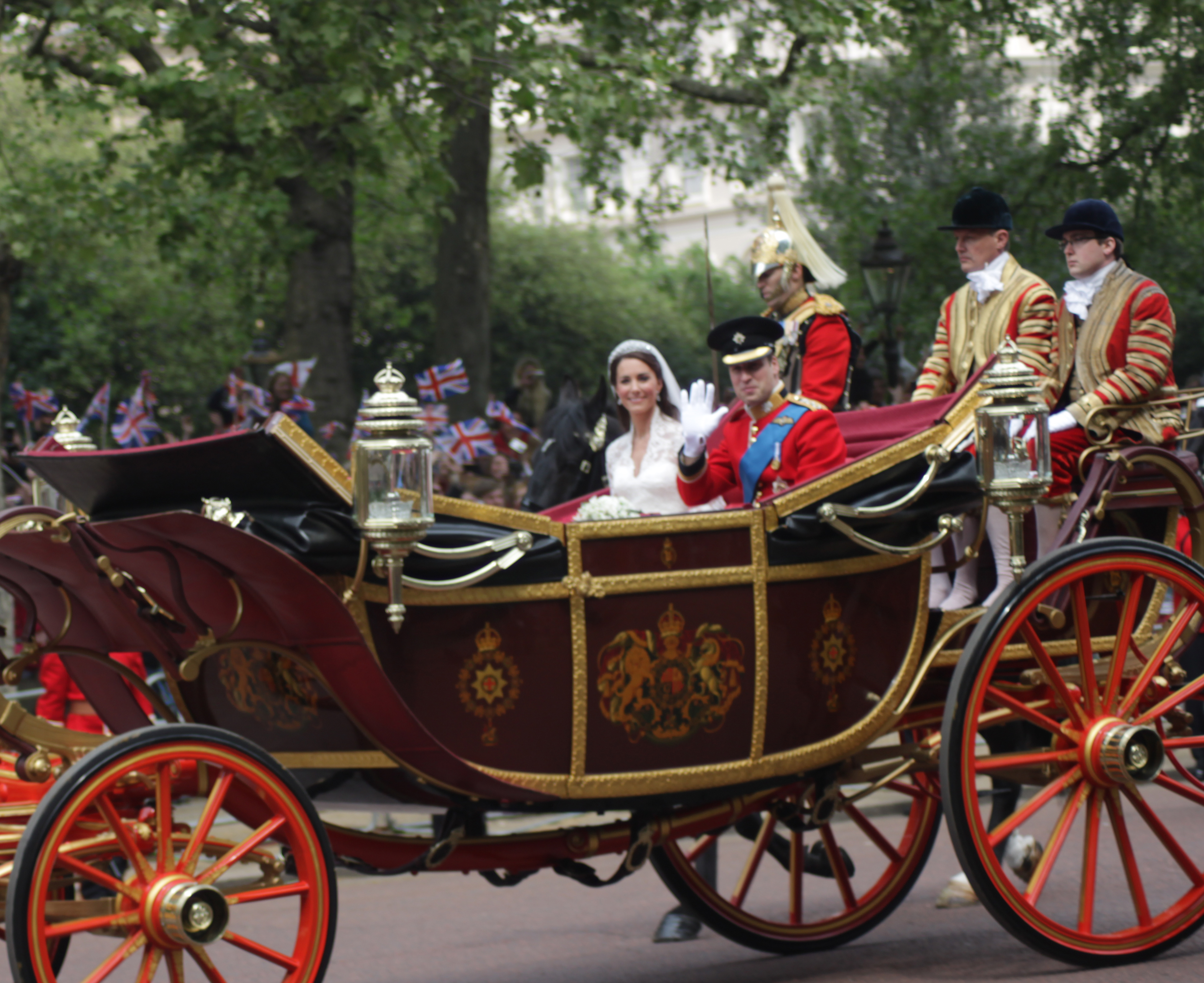
Пара повернулася з абатства в палац у ландо 1902 року

При виході з Вестмінстерського абатства під дзвін дзвонів вони пройшли через стрій почесної варти з індивідуально відібраних чоловіків і жінок з різних підрозділів, і були зустрінуті криками натовпу. Молодята сіли в ландо 1902 року, запряжене четвіркою білих коней з форейторами і супутніми лакеями, і ескортом лейб-гвардії. Аналогічний відкритий екіпаж доставив бік нареченої. Королева та інші члени королівської сім'ї їхали в кареті й автомобілях.

### Титули після весілля
Вранці в день весілля Вільям отримав титули герцог Кембріджський, граф Стратхернський і барон Керрікфергюський. Кетрін після весілля стала її королівським високістю герцогинею Кембриджською. Це відповідає практиці надання титулів після одруження королівським принцам, у яких їх ще немає (наприклад, принц Ендрю став герцогом Йоркським, коли він одружився в 1986 році). Титули також мають символічне значення — Стратхерн близький до Сент-Ендрюс у Шотландії, де пара познайомилася, будучи студентами, а Керрікфергюс знаходиться в Північній Ірландії. У поєднанні з наявними у нього титулом, пов'язаним з Уельсом, і його новим титулом герцог Кембріджський, пов'язаним з Англією, всі титули Вільяма пов'язують його з кожною з чотирьох країн у Сполученому Королівстві.

## Сімейні урочистості

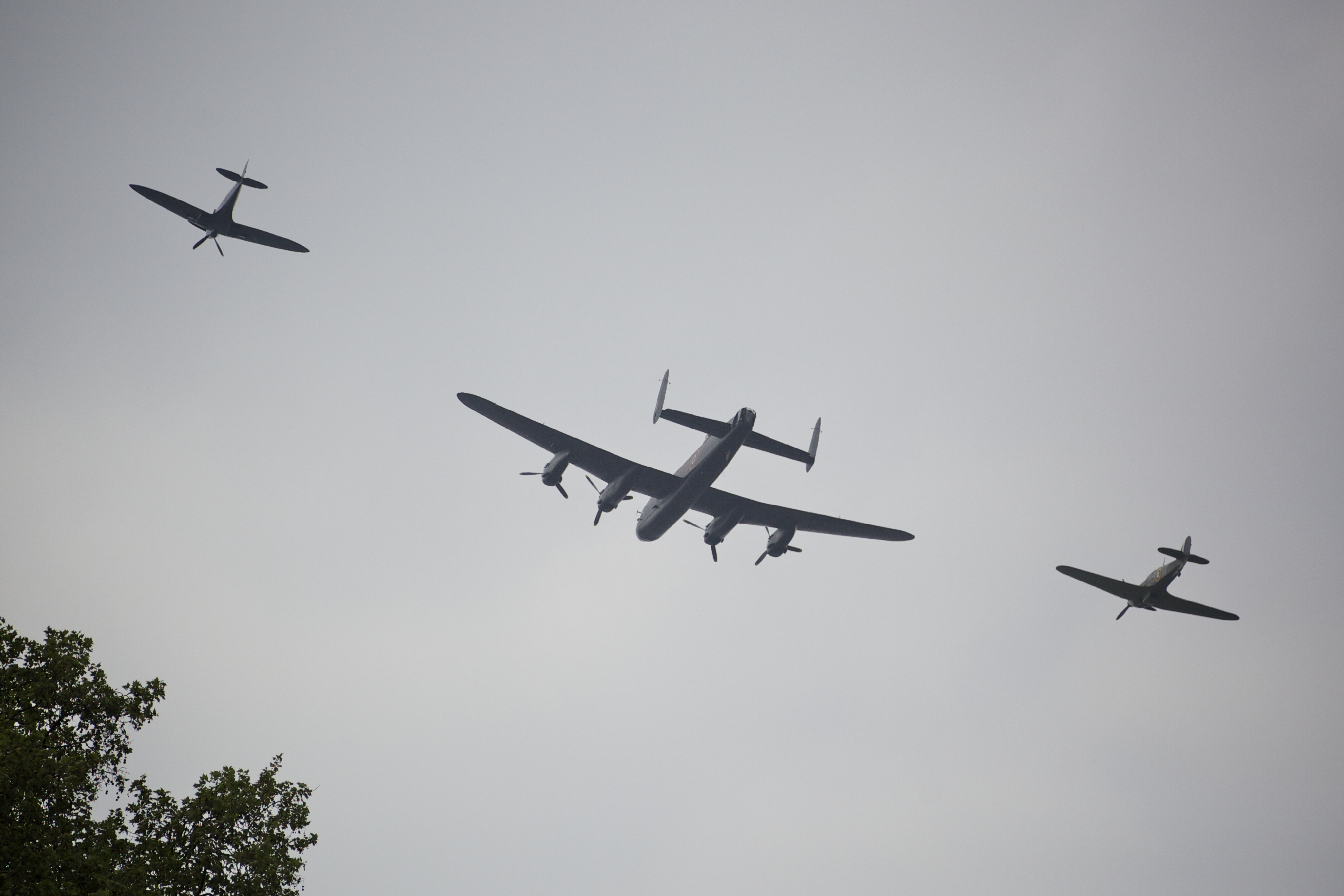
Повітряний парад. Бомбардувальник Avro Lancaster в центрі і винищувачі Supermarine Spitfire і Hawker Hurricane з боків.

Королева провела прийом у Букінгемському палаці, що почався після прибуття екіпажу з подружньою парою. Це був приватний прийом для гостей з офіційного та приватного життя пари. Під час прийому пара з іншими гостями вийшла на балкон на східному фасаді Букінгемського палацу, на який королівська сім'я традиційно виходить для привітання вуличної юрби. На прийомі подавали канапки. Виступала офіційна арфістка принца Уельського Клер Джонс. Прийом закінчився в середині дня.
Після прийому в 15:35 Вільям провіз свою наречену з палацу в Кларенс-хаус — свою офіційну лондонську резиденцію. Двомісний кабріолет Aston Martin DB6 Volante був оформлений у традиційному весільному стилі боярином і його друзями; на задньому номерному знаку було написано «JU5T WED» (можна перекласти як «тільки що вступили в шлюб»). Принц переодягнувся в кінногвардійського сюртук від Kashket, а його дружина залишилася у весільній сукні. Автомобіль був подарований принцу Чарльзу королевою до його 21-річчя.

## Висвітлення в ЗМІ

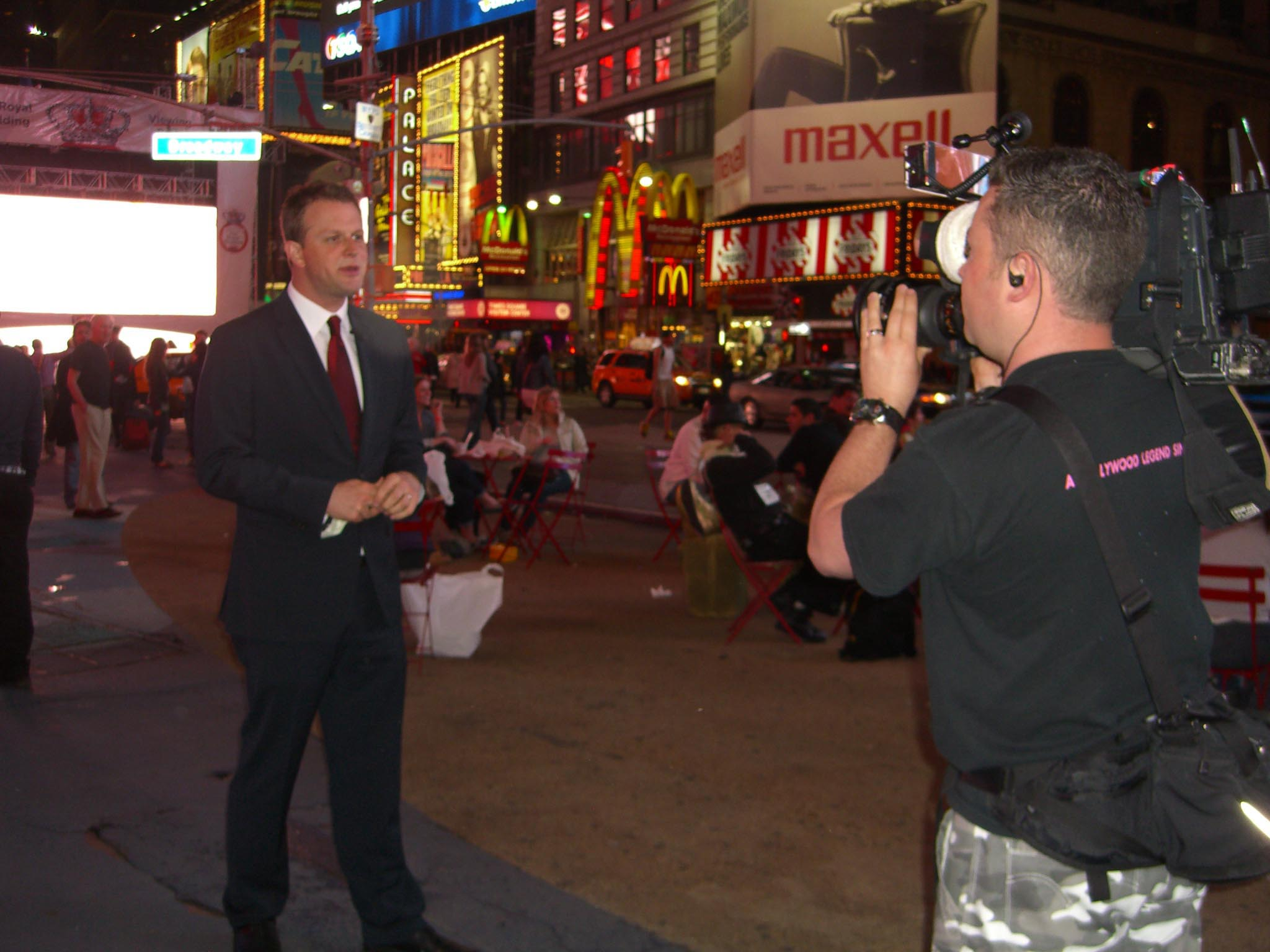
Журналіст британського телеканалу ITV Нік Діксон 28 квітня 2011 віщає на Таймс-сквер про ставлення до весілля в США

Весілля широко транслювалися по телебаченню, в Інтернеті і по радіо. За оцінками, трансляцію дивилися близько двох мільярдів людей у всьому світі. ITV, «Бі-Бі-Сі» і CNN висвітлювали церемонію і пов'язані з нею події у прямому ефірі загальним пулом «Бі-бі-сі», Sky і ITN, щоб покрити всі витрати. У Північній Америці, яка відстає на п'ять-дев'ять годин від британського часу, весілля сталося під час ранкових телепрограм, які збільшили свою звичайну тривалість для повного висвітлення. Today на NBC початок освітлення о 4 годині ранку за північноамериканському східним часом, і разом з MSNBC співпрацювало з ITV. ABC співпрацювало з «Бі-бі-сі», у CBS є свої власні філії в Лондоні, Fox і Fox News Channel співпрацювали з мережею Sky News. CBC і CTV висвітлювали у прямому ефірі. Кабельні мережі і радіо також висвітлювали у прямому ефірі.
У Мексиці весілля показували на Televisa і TV Azteca; всі телевізійні станції в Мексиці висвітлювали церемонію до пізньої ночі замість звичайного відключення. ABC також скористалося потоком «Бі-бі-сі» в Австралії, разом з платним телеканалом UKTV. Освітлення також було на Seven Network, Nine Network і Network Ten. ABC планувало випустити альтернативне озвучування з Chaser, але «Бі-бі-сі» заборонило використання своєї зйомки для таких цілей на вимогу з Кларенс-хауса. Королівське весілля також транслювалася в прямому ефірі онлайн на YouTube на The Royal Channel. У Сербії весілля транслювалась по «Радіо-телевізію Србіе» і B92 Info, так само як і по CCTV News і Phoenix Info News в Китаї. У Португалії весілля висвітлювалася на RTP і TVI. Весілля також широко висвітлювалася різними кабельними і місцевими каналами в Індії та Пакистані. У Філіппінах весілля транслювалася по ABS-CBN, GMA і TV5, всі три мережі відправили своїх журналістів до Лондона.

## Медовий місяць
Незважаючи на повідомлення, що пара поїде на медовий місяць на наступний день після весілля, принц Вільям відразу ж повернувся до своєї роботи пошуково-рятувального пілота, і пара нікуди не виїжджала протягом 10 днів після весілля. Місце проведення медового місяця спочатку трималося в секреті. В остаточному підсумку, пара вирішила провести медовий місяць протягом 10 днів на відокремленій віллі на приватному острові на Сейшелах. Довжина медового місяця була обмежена обов'язками Вільяма в Королівських ВПС і запланованим офіційним туром пари до Канади і США.